# Heartland rock
Le heartland rock est un genre de la musique rock incarné par le succès commercial des auteurs-compositeurs Bruce Springsteen, Bob Seger, Tom Petty, et John Mellencamp. Il se caractérise par un style musical simple, et une préoccupation du mode de vie des cols bleus américains.
Il s'associe également avec un nombre de musiciens orientés country comme Steve Earle et Joe Ely, et de groupes moins connus comme Iron City Houserockers. Le genre se développe dans les années 1970 et atteint son pic commercial dans les années 1980, lorsqu'il devient l'un des genres les plus rentables aux États-Unis. Dans les années 1990, des groupes se séparent et le genre commence à se fragmenter, mais des figures notables du genre continuent la publication de succès commerciaux.

## Caractéristiques

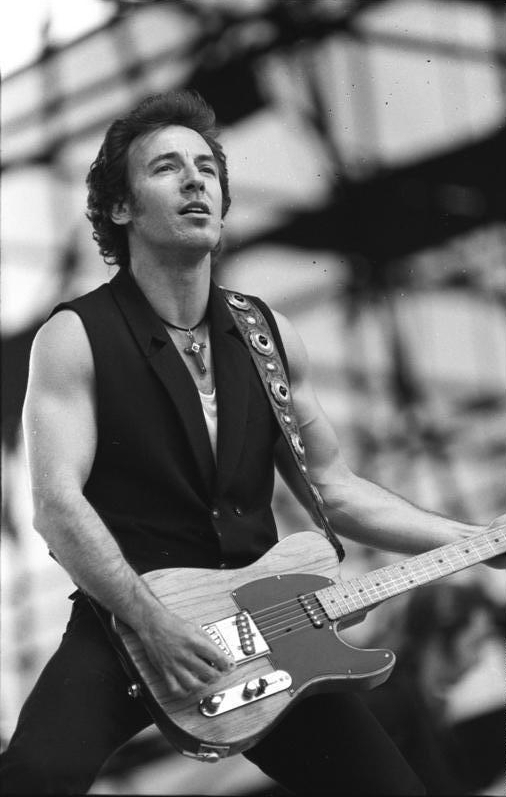
Bruce Springsteen, le musicien le plus rentable du genre heartland rock, sur scène à Berlin en 1988.

Le terme de « heartland rock » ne décrit initialement pas un genre clair avant les années 1980. En termes de style, il fait souvent usage d'un son rock 'n' roll simple, et parfois avec d'éléments d'Americana et de country. La majeure partie des musiciens évitent l'usage du synthétiseur qui dominait le rock électronique des années 1980, et se concentrent sur la guitare accompagnée de batterie et de clavier rhythm and blues. Les paroles sont rauques, ce qui ajoute de l'authenticité. Il est fortement inspiré par la country américaine, de musiciens et groupes folk et folk rock comme Hank Williams, Woody Guthrie, Bob Dylan, The Byrds, Creedence Clearwater Revival, et Van Morrison, ainsi que du garage des années 1960 et des Rolling Stones.
Des versets racontent des histoires narratives, en particulier de personnages menant la vie dure. Il s'associe aux valeurs des cols bleus et aux valeurs rurales, en particulier des régions de la classe ouvrière blanche du Midwest, et de la Rust Belt. Il se caractérisait par un genre principalement romantique et a pour thèmes majeurs des sujets comme « le chômage, le déclin des petites villes, la désillusion, la restriction sociale, et la nostalgie » en plus de l'aliénation et du désespoir.

## Histoire

### Origines
La majeure partie des musiciens heartland rock lancent leur carrière dans les années 1960, comme Bob Seger, ou dans les années 1970, comme Bruce Springsteen et Tom Petty and the Heartbreakers. Springsteen serait le premier musicien à avoir lancé et popularisé le heartland rock aux États-Unis et à l'international. Après la publication d'une série d'albums rentables et acclamés avec la E Street Band, il atteint le succès avec Born to Run en 1975 qui parle de perte, de trahison, de défaite, et d'échappatoire, avec des chansons inspirées du rock 'n' roll des années 1950, et du mur de son de Bob Dylan et Phil Spector. Tandis que Springsteen lutte pendant trois ans devant les tribunaux, d'autres musiciens et groupes de la même veine se popularisent. Ils incluent Bob Seger and the Silver Bullet Band, Tom Petty and the Heartbreakers, Eddie Money, et les résidents de Jersey Shore, Southside Johnny and the Asbury Jukes. En 1978, Springsteen revient avec Darkness on the Edge of Town, qui atteint le top dix aux États-Unis, et l'album The River (1980), qui continue sur les thèmes de la dissolution personnelle et économique, popularise une série de singles à succès.

### Pic

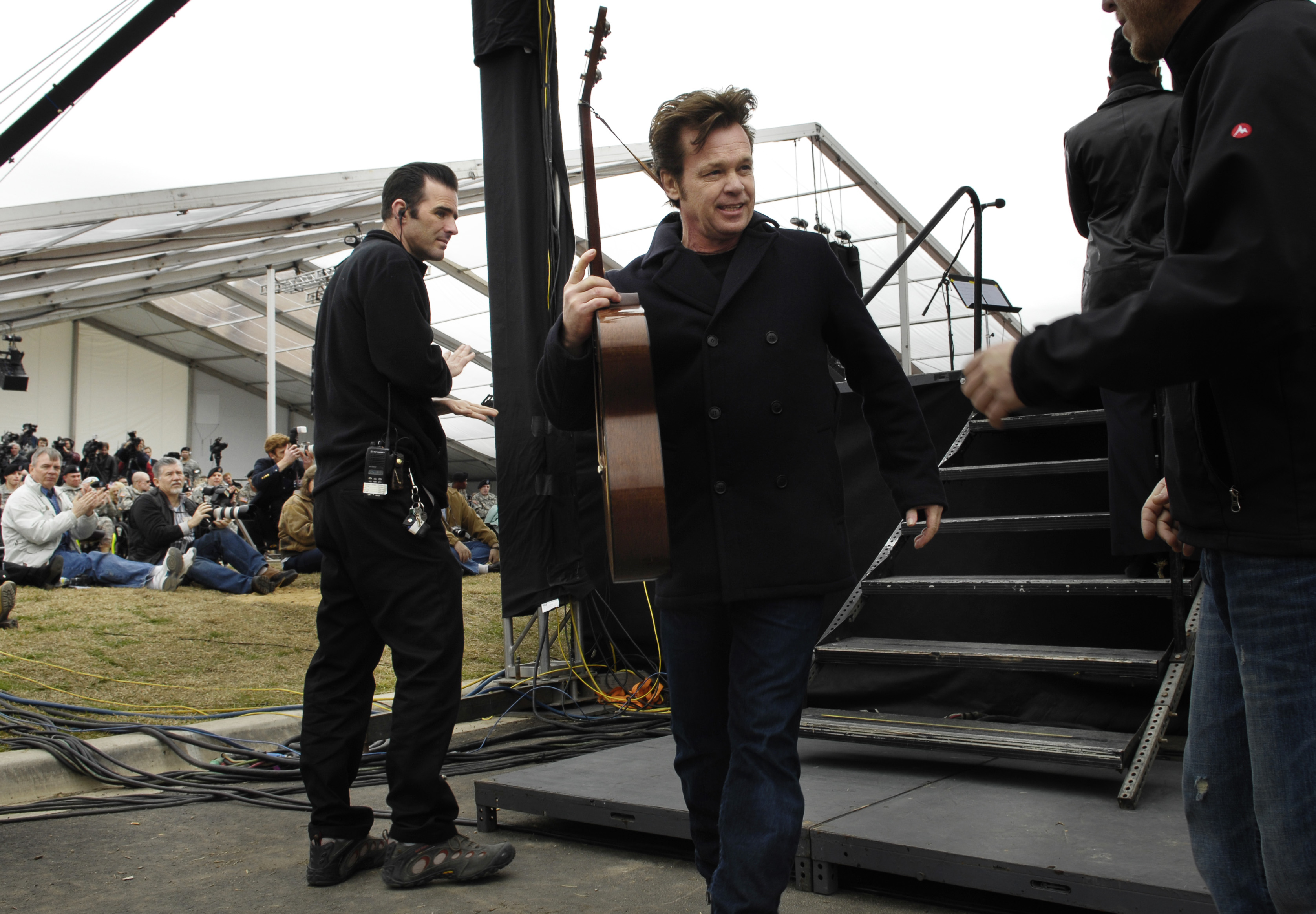
John Mellencamp, en 2007.

Le genre atteint son pic commercial, artistique et influençable au milieu des années 1980, grâce à Born in the USA de Springsteen en 1984, qui atteint les classements internationaux et popularise une série de singles à succès. Cette décennie assiste au succès de musiciens établis et à l'arrivée de nouvelles figures comme John Mellencamp (initialement sous le nom de Johnny Cougar), décrit comme l'un des pionniers du genre dans les années 1980, Michael Stanley, Joe Grushecky et les Iron City Houserockers, et d'auteurs-interprètes plus sophistiqués tels que Bruce Hornsby. Plusieurs artistes country tels que Steve Earle et Joe Ely deviennent également associés au genre. La première musicienne du genre est Melissa Etheridge, dont le premier album homonyme publié en 1988 est très bien accueilli et comparé aux talents de Springsteen et Mellencamp,.

### Déclin
Le heartland rock qui commence à être reconnu comme un genre à part entière dans les années 1990, comme pour la musique rock en général, en particulier de par ses thèmes sur les cols bleus et la classe ouvrière blanche, décline chez les jeunes. Cependant, même si certains musiciens heartland rock disparaissent de la scène, d'autres continuent à produire quelques succès, en particulier Bruce Springsteen, Tom Petty, et John Mellencamp. Leurs œuvres deviennent plus personnelles et ne se limitent plus qu'à un simple genre. De nouveaux musiciens dont les chansons peuvent se catégoriser heartland rock incluent Bottle Rockets et Uncle Tupelo, désormais associés avec la country alternative.

## Influence
Le heartland rock inspire de nombreux musiciens dont Billy Joel et Kid Rock, qui a déjà joué sur scène aux côtés de John Mellencamp et enregistré un duo avec Bob Seger pour l'album Face the Promise de ce dernier. Son single à succès publié en 2008 All Summer Long s'inspire du classique de Seger intitulé Night Moves, de Sweet Home Alabama de Lynyrd Skynyrd, et de Werewolves of London de Warren Zevon. Les groupes américains de rock indépendant The Killers et The Gaslight Anthem sont associés au genre,.